# Rhesala albipars
Rhesala albipars là một loài bướm đêm trong họ Noctuidae.